# Wahlkreis Galloway and Upper Nithsdale (Schottisches Parlament)
| Galloway and Upper Nithsdale                     |
| ------------------------------------------------ |
| Galloway and Upper Nithsdale · South of Scotland |
| Gebildet                                         |
| 1999                                             |
| Abgeschafft                                      |
| 2011                                             |
| Regionen                                         |
| Dumfries and Galloway                            |

Galloway and Upper Nithsdale war ein Wahlkreis für das Schottische Parlament. Er wurde 1999 als einer von neun Wahlkreisen der Wahlregion South of Scotland eingeführt, die im Zuge der Revision der Wahlkreise im Jahre 2011 neu zugeschnitten und in South Scotland umbenannt wurde. Hierbei wurde der Wahlkreis Galloway and Upper Nithsdale abgeschafft. Der Großteil von Galloway and Upper Nithsdale ging in dem neuen Wahlkreis Galloway and West Dumfries auf. Galloway and Upper Nithsdale umfasste Gebiete der Council Area Dumfries and Galloway und entsandte einen Abgeordneten. Bei Zensuserhebung 2001 lebten insgesamt 66.981 Personen innerhalb seiner Grenzen.

## Wahlergebnisse

### Parlamentswahl 1999
| Ergebnisse der Parlamentswahl 1999 | Ergebnisse der Parlamentswahl 1999 | Ergebnisse der Parlamentswahl 1999 | Ergebnisse der Parlamentswahl 1999 |
| Partei                             | Kandidat                           | Stimmen                            | %                                  |
| ---------------------------------- | ---------------------------------- | ---------------------------------- | ---------------------------------- |
| SNP                                | Alasdair Morgan                    | 13.873                             | 39,3                               |
| Conservative                       | Alex Fergusson                     | 10.672                             | 30,2                               |
| Labour                             | Jim Stevens                        | 7209                               | 20,4                               |
| Liberal Democrats                  | Joan Mitchell                      | 3562                               | 10,1                               |

### Parlamentswahl 2003
| Ergebnisse der Parlamentswahl 2003 | Ergebnisse der Parlamentswahl 2003 | Ergebnisse der Parlamentswahl 2003 | Ergebnisse der Parlamentswahl 2003 | Ergebnisse der Parlamentswahl 2003 |
| Partei                             | Kandidat                           | Stimmen                            | %                                  | ±                                  |
| ---------------------------------- | ---------------------------------- | ---------------------------------- | ---------------------------------- | ---------------------------------- |
| Conservative                       | Alex Fergusson                     | 11.332                             | 38,2                               | +8,0                               |
| SNP                                | Alasdair Morgan                    | 11.233                             | 37,9                               | −1,4                               |
| Labour                             | Norma Hart                         | 4299                               | 14,5                               | −5,9                               |
| Liberal Democrats                  | Neil Wallace                       | 1847                               | 6,2                                | −3,9                               |
| Socialist                          | Joy Cherkaoui                      | 709                                | 2,4                                | +2,4                               |
| Scottish People’s Alliance         | Graham Brockhouse                  | 215                                | 0,7                                | +0,7                               |
| Wahlbeteiligung: 29.635 (57,38 %)  |                                    |                                    |                                    |                                    |

### Parlamentswahl 2007
| Ergebnisse der Parlamentswahl 2007 | Ergebnisse der Parlamentswahl 2007 | Ergebnisse der Parlamentswahl 2007 | Ergebnisse der Parlamentswahl 2007 | Ergebnisse der Parlamentswahl 2007 |
| Partei                             | Kandidat                           | Stimmen                            | %                                  | ±                                  |
| ---------------------------------- | ---------------------------------- | ---------------------------------- | ---------------------------------- | ---------------------------------- |
| Conservative                       | Alex Fergusson                     | 13.387                             | 44,2                               | +6,0                               |
| SNP                                | Alasdair Morgan                    | 10.054                             | 33,2                               | −4,7                               |
| Labour                             | Stephen Hodgson                    | 4935                               | 16,3                               | +1,8                               |
| Liberal Democrats                  | Alastair Cooper                    | 1631                               | 5,4                                | −0,8                               |
| Parteilos                          | Sandy Richardson                   | 311                                | 1,0                                | +1,0                               |
| Wahlbeteiligung: 30.318 (57,66 %)  |                                    |                                    |                                    |                                    |